# 軽岡トンネル
軽岡トンネル（かるおかトンネル）は、岐阜県高山市にある東海北陸自動車道のトンネルであり、1 km西に位置する国道158号の軽岡トンネルと同じ名称である。東海北陸道の開通以前は国道158号のみを指していたが、現在はどちらのトンネルでも同じ呼び方となっている。東海北陸道は軽岡峠だが、国道の方は新軽岡峠を貫いている。

## トンネル長
- 上り線（名古屋方面）：2,700 m
- 下り線（富山方面）：2,748 m

## 概要
かつて軽岡峠を越えるため、峠の頂上に掘られた軽岡トンネルは長さ108m、幅4.6m、高さ4mの狭いもので、車が通るのもやっとのことであった。しかし御母衣ダム建設には鉄道だけでは輸送力が不足すると見られたことから、1957年に新軽岡峠の工事が開始され、1959年に完成した。軽岡峠越えの旧道は廃道となった。
国道に軽岡トンネルが開通したのは1989年11月27日、国道158号が軽岡峠を越える区間である。旧道は急カーブが多いうえに冬季はしばしば通行止めになる交通の難所であった。5年の工事を経て開通したトンネルは全長870m、幅8.5mで、荘川村や白川村と高山市との交通を改善することになった。
続いて1999年には、東海北陸自動車道の荘川IC-清見JCTとの間に軽岡トンネルが貫通した。このトンネルは2000年10月の荘川IC - 飛騨清見IC間の開通に伴い供用開始した。長さは上り線2,700 m、下り線2,748 m。当初は暫定2車線の対面通行であったが、2018年12月に下り線専用のトンネルが完成し、4車線化した。（トンネルは、荘川IC - 松ノ木峠PA間に位置する）
三尾河トンネル・スゲ畑トンネル・軽岡トンネルの連続4.2 kmのトンネルが続く区間にある。
標高が1,000 mを越えており、高速道路において最も標高の高い場所を通るトンネルとなっている。飛騨清見IC側の坑口は本州でも有数の寒冷地でもある六厩（むまや）で、マイナス20度を下回る時も度々ある。この為、本線上には気温計が設置されている。

## 隣
E41 東海北陸自動車道
(12)荘川IC - 三尾河トンネル - スゲ畑トンネル - 軽岡トンネル - 松ノ木峠PA - (13)飛騨清見IC